# Иона Маленький
Иона Маленький — иеродиакон Троице-Сергиевой лавры по прозванию Маленький, путешественник в святую Землю, подробно описавший своё странствование по Молдавии, Турции и Палестине.
Во время посещения Москвы патриархом иерусалимским Паисием Иона понравился ему и по предложению патриарха, отправился с ним, получив на то разрешение от царя Алексея Михайловича (1649). С ними уехал и Арсений Суханов. Вместе с Паисием Иона прожил в молдавском монастыре Терговище два года, после чего отправился в Иерусалим, со старцем Иоакимом, арабом, родом из Иерусалима. Выехав из Терговища в 1651 25 марта, Иона 10 мая того же года прибыл в святой Град.
В оставленных им «Записках» он с большой наблюдательностью описывает те земли, через которые пришлось ему проезжать, и приключения, которым подвергся по вине своего спутника. По обыкновению всех древнерусских путешественников, он сообщает и сведения о разных животных, преимущественно отмечает церкви и монастыри. Особенно подробно описаны им церковь Воскресения и Гроб Господень. Через четыре месяца Иона вернулся через Царьград в Москву и написал своё хождение, которое не раз было издано: в 1836 Коркуновым, позже Сахаровым, по рукописи XVII века, в «Сказаниях русского народа» (т. II, стр. 159—168).